# Neptosternus corporaali
Neptosternus corporaali är en skalbaggsart som beskrevs av Zimmermann 1924. Neptosternus corporaali ingår i släktet Neptosternus och familjen dykare. Inga underarter finns listade i Catalogue of Life.